# Hacienda Santa Catarina Mártir
La Hacienda Santa Catarina Mártir es un predio ubicado en el municipio de San Andrés Cholula, en Puebla, México. La hacienda data desde el siglo XVIII, y desde 1970 es sede del campus de la Universidad de las Américas Puebla (UDLAP).

## Historia
En el siglo XVIII, el predio recibía el nombre de Rancho de Nuestra Señora de la Concepción, propiedad de doña María Dolores Quahuatlapatl. El 24 de enero de 1776, parte de la propiedad fue vendida a don Bartolomé de León y Tenorio. En 1828, el sacerdote Joaquín Uselay adquirió la finca, nombrándola como Hacienda Santa Catarina Mártir. La hacienda se dedicó principalmente a la producción de lácteos.
En 1967, la Fundación Mary Street Jenkins adquirió y restauró la hacienda, que había caído en el abandono con el paso de los años. La fundación donó el predio al Mexico City College, institución educativa que se convertiría posteriormente en la Universidad de las Américas Puebla. En 1970, la universidad se instaló en este predio como campus central.
El antiguo edificio de la hacienda es sede de la rectoría de la universidad desde el 8 de agosto de 2005.